# コンフェッションズ・ツアー・ライヴ
『コンフェッションズ・ツアー・ライヴ』 (The Confessions Tour) は、マドンナのライブDVD+CDアルバム。2006年に行なわれたワールドツアーのライヴ映像と音源がセットになったアルバムである。

## 解説

### コンフェッションズ・ツアーについて
2006年5月 - 9月に北アメリカ・ヨーロッパ・ロシア・日本を回った2年ぶり6回目のワールドツアー。初めてロシア公演が実現し、治安などの問題から会場が急遽変更されるなど混乱があった。また日本公演は1993年の「ザ・ガーリー・ショウ」以来13年ぶりとなった。全60公演で約121万人を動員、ビルボード誌の集計によれば約2億6000万ドルの興行収入を挙げた。これは女性アーティストとしては史上最高収入記録となった。
ライブは4パートに分かれ、第1部「Equestrian Section」、第2部「Bedouin Section」、第3部「Never Mind the Bollocks Section」、第4部「Disco Section」となっている。それぞれ特徴的なショーが展開されつつも全体がほぼダンスチューンで固められ、最新アルバム「コンフェッションズ・オン・ア・ダンスフロア」の収録曲が約半分を占めている。ダンスチューン中心にもかかわらず定番の「ヴォーグ」や「ホリデイ」は歌われなかった。
「リヴ・トゥ・テル」のパフォーマンスでマドンナが十字架にはりつけにされる演出が議論を呼び、特に宗教界から非難を浴びた。2006年9月には米NBCでライブが放送されたが、十字架のシーンはカットされた。また2006年12月30日には日本のWOWOWでも放送された。

### DVD
DVDには2006年8月にロンドンのウェンブリー・アリーナで開催されたライブが収録されている。NBCテレビの放送でカットされた十字架のシーンや未放送楽曲も含めノーカットで収録されている。前回の『リ・インベンション・ツアー』はドキュメンタリーのみの発売だったためライブ全編のリリースを望む声が強かった。今回のツアーもドキュメンタリーが撮影されるという情報もあったものの、最終的にはライブノーカット収録が実現した。DVDにはライブ全編のほか、ボーナスとしてリハーサル風景（約12分）と15枚のフォトギャラリーが収録されている。CD+DVDの形態は、2006年にリリースされたドキュメンタリー映画『アイム・ゴーイング・トゥ・テル・ユー・ア・シークレット』および『コンフェッションズ・オン・ア・ダンスフロア～ジャパン・ツアー・スペシャル・エディション～』（日本独自企画盤）に続くものとなる。一部の国ではDVD1枚のみのバージョンも発売された。
ライヴDVDとしては2001年の『ライヴ・イン・デトロイト 2001』以来、約5年ぶり通算4作目の作品となる。監督は、過去に「レイ・オブ・ライトなど数曲のPVや『アイム・ゴーイング・トゥ・テル・ユー・ア・シークレット』を監督したジョナス・アカーランドが務めている。
シンガポールでは発売禁止になった。十字架のシーンをカットするようワーナー側に求めたものの、マドンナ側の承諾が得られなかったためこのような措置がとられたという。

### CD
CDにはライブから厳選された曲が収録されている。『アイム・ゴーイング・トゥ・テル・ユー・ア・シークレット』に続くライブ・アルバム第2弾となる。『エロティカ』とそのデモ段階の曲である『ユー・スリル・ミー』がミックスされたツアー用のニュー・ヴァージョンが公式としては初のCD収録となる。

## 収録曲
| #   | タイトル                                           | 作詞 | 作曲・編曲 |
| --- | -------------------------------------------------- | ---- | ---------- |
| 1.  | 「フューチャー・ラヴァーズ／アイ・フィール・ラヴ」 |      |            |
| 2.  | 「ライク・ア・ヴァージン」                         |      |            |
| 3.  | 「ジャンプ」                                       |      |            |
| 4.  | 「コンフェッションズ (Interlude)」                 |      |            |
| 5.  | 「アイザック」                                     |      |            |
| 6.  | 「ソーリー」                                       |      |            |
| 7.  | 「ソーリー（リミックス）」                         |      |            |
| 8.  | 「アイ・ラヴ・ニューヨーク」                       |      |            |
| 9.  | 「レット・イット・ウィル・ビー」                   |      |            |
| 10. | 「ミュージック（ディスコ・インフェルノ）」         |      |            |
| 11. | 「エロティカ」                                     |      |            |
| 12. | 「ラッキー・スター」                               |      |            |
| 13. | 「ハング・アップ」                                 |      |            |

| #   | タイトル                                                   | 作詞 | 作曲・編曲 |
| --- | ---------------------------------------------------------- | ---- | ---------- |
| 1.  | 「フューチャー・ラヴァーズ／アイ・フィール・ラヴ」         |      |            |
| 2.  | 「ゲット・トゥゲザー」                                     |      |            |
| 3.  | 「ライク・ア・ヴァージン」                                 |      |            |
| 4.  | 「ジャンプ」                                               |      |            |
| 5.  | 「コンフェッションズ (Interlude)」                         |      |            |
| 6.  | 「リヴ・トゥ・テル」                                       |      |            |
| 7.  | 「フォービドゥン・ラヴ」                                   |      |            |
| 8.  | 「アイザック」                                             |      |            |
| 9.  | 「ソーリー」                                               |      |            |
| 10. | 「ライク・イット・オア・ノット」                           |      |            |
| 11. | 「ソーリー（リミックス）」                                 |      |            |
| 12. | 「アイ・ラヴ・ニューヨーク」                               |      |            |
| 13. | 「レイ・オブ・ライト」                                     |      |            |
| 14. | 「レット・イット・ウィル・ビー」                           |      |            |
| 15. | 「ドラウンド・ワールド／サブスティテュート・フォー・ラヴ」 |      |            |
| 16. | 「パラダイス（ノット・フォー・ミー）」                     |      |            |
| 17. | 「ミュージック（ディスコ・インフェルノ・ミックス）」       |      |            |
| 18. | 「エロティカ／ユー・スリル・ミー」                         |      |            |
| 19. | 「ラ・イスラ・ボニータ」                                   |      |            |
| 20. | 「ラッキー・スター」                                       |      |            |
| 21. | 「ハング・アップ」                                         |      |            |

## ボーナス映像
- Je Suis L'Art（ツアー前のリハーサル風景＆ロサンゼルス公演初日のバックステージ映像）
- They're Naughty Children（ダンサー達の映像）
- Rollerskating（ローラースケート・パフォーマンスのリハーサル映像）
- Photo Gallery（ツアー時のライヴ写真など）

## セクション

### 第1部：Equestrain Secition
自身の落馬事故をセルフパロディー化したパート。ムチを持って登場すると馬に扮した男性ダンサーを調教。「ジャンプ」では、ステージのあらゆるところを華麗に飛び回るステージが繰り広げられる。
- フューチャー・ラヴァーズ／アイ・フィール・ラヴ
- ゲット・トゥゲザー
- ライク・ア・ヴァージン
- ジャンプ

### 第2部：Bedouin Section
問題となった十字架はここで登場。世界で起きている問題をマドンナなりの表現で伝えたメッセージ性の強いパートである。「リヴ・トゥ・テル」では飢餓に苦しむ子供たちの映像、エイズ問題についてのメッセージがスクリーンに映し出され、「ソーリー」ではPVさながらの過激なダンスも披露している。
- リヴ・トゥ・テル
- フォービドゥン・ラヴ
- アイザック
- ソーリー
- ライク・イット・オア・ノット
- ソーリー（リミックス）

### 第3部：Never Mind The Bollocks Section
メッセージ色が強かったパートから一転、ギターを持って演奏するロック・モードに入るパート。「アイ・ラヴ・ニューヨーク」では、歌詞を変えてブッシュを痛烈に批判。
- アイ・ラヴ・ニューヨーク
- レイ・オブ・ライト
- レット・イット・ウィル・ビー
- ドラウンド・ワールド／サブスティテュート・フォー・ラヴ
- パラダイス（ノット・フォー・ミー）

### 第4部：Disco Section
マドンナの早送りヒストリー映像で幕を開ける最終パート。往年のダンスソング「ミュージック」はディスコ・インフェルノにアレンジされ、ライヴでは珍しいマドンナのソロで踊るダンスのステージも見られる。同時に、ダンサーがローラースケートを履いてステージを駆け巡る。「ラ・イスラ・ボニータ」では激しいトライバル・ヴァージョン、「ラッキー・スター」では "Dancing Queen" と書かれたマントを羽織り、最後は「ハング・アップ」で締めくくる。
- ミュージック・インフェルノ
- エロティカ
- ラ・イスラ・ボニータ
- ラッキー・スター
- ハング・アップ